# ديسيبالوس
ديسيبالوس، أو «الشجاع»، يسمى في الأصل ديوربانوس، (بالإنجليزية: Diurpaneus)‏،  كان ملك داقية (حكم شعب داقية في الفترة من 87-106) واشتهر بخوضه ثلاثة حروب والتفاوض مرتين في فترات السلام دون القضاء عليه ضد الإمبراطورية الرومانية عندما حكم إمبراطوران. وفي فترة السلام الأخيرة (في أواخر 102-105) التي منحها تراجان، واصل ديسيبالوس تصرفه كملك مستقل، بدلاً من فتح البلاد وتكرار إزعاج أو إثارة غضب الرومانيين.
وبناءً على ذلك، توجهت الجيوش تحت قيادة تراجان للهجوم مرة أخرى في عام 105 ميلادي، لغزو عاصمة داقيةسارميزيجيتوسا في عام 106. وبعد ذلك، انتحر ديسيبالوس.

## ما قبل العصر الحديث
بعد وفاة الملك العظيم بوريبيستا، انقسمت داقية إلى أربع ثم إلى خمس ولايات. واستمر الموقف على ما هو عليه حتى تمكن «ديوربانوس»، من تدعيم مركز داقية حول سارميزيجيتوسا، في المقاطعة التي تعرف اليوم باسم مقاطعة هونيدوارا.
وعلى الرغم من أنه لم يكن الملك، فقد أعاد تنظيم جيش داقية، وشن عدة غارات صغيرة في عام 85 على المقاطعة الرومانية المحصنة مويسيا، التي تقع في جنوب الدانوب تحت إمرة ملك داقية دوراس.
وفي عام 86، أمر دوراس بزيادة الهجمات القوية على جنوب المقاطعة الرومانية في مويسيا. وقد تقدم الإمبراطور دوميتيان، شخصيًا لإعادة تنظيم المقاطعة الرومانية مع الجيوش وإمدادات الإغاثة والتخطيط للهجوم على داقية في الحملة العسكرية المقبلة. ولكن لم تكن النهاية سعيدة.

## الحرب ضد الإمبراطور دوميتيان
في عام 87، أرسل دوميتيان رئيس الحرس الإمبراطوري، كورنيليوس فوسكس [الإنجليزية]، لمعاقبة شعب داقية. حيث لاقت جيوشه الأربعة أو الخمسة هزيمة كبيرة عندما تربصت بهم قوات ديوربانوس. فقد تربص جيشان رومانيان (من بينهما الخامس ألايداي) الذي هُزم على الجبل الذي يمر بالروم المعروف باسم تابي (المشهور بـ البوابات الحديدية [الإنجليزية]، على طول الحدود الرومانية الصربية الحديثة). وقتل فوسكس. وكان ديوربانوس يلقب نفسه بديسيبالوس، الذي يعني «أنه يمتلك قوة عشرة [رجال]» أو بكل بساطة «الشجاع،» والذي توج ملكًا.

### نظرة العدو
فيما يتعلق بحروب دوميتيان، وصف ديو كاسيوس، ديسيبالوس كما يلي:
| ديسيبالوس | في هذا الوقت، خاض الرومانيون حربًا ضروسًا مع شعب الداقية والذي كان ملكهم في ذلك الحين ديسيبالوس. لقد كان هذا الرجل شديد المكر في فهم الحرب وكيفية شنها؛ حيث كان يدرك جيدًا الوقت المناسب للهجوم ويختار اللحظة المناسبة للتراجع، وكان خبيرًا أيضًا في نصب الكمائن وعلى درجة كفاءة عالية لخوض معارك ضارية، وكان يعرف ليس فقط كيفية تحقيق النصر ولكنه كان يعرف أيضًا كيفية إدارة الهزيمة بصورة لائقة. لذا، كان خصمًا للرومان لفترة طويلة يستحق الصراع لهزيمته. وأُطلق على هذا الشعب (شعب الداقية) حيث يستخدم المواطنون أنفسهم هذا الاسم وكذا يُطلقه عليهم الرومان، وعلى الرغم من ذلك، فإنني أعلم أن بعض الكتاب اليونانيين يطلقون عليهم الغيتيين (Getae)، سواء كان هذا الاستخدام صحيحًا أم لا، فإنه على حد علمي، الغيتيون يعيشون وراء (Haemus mons) (جبال البلقان الآن) هيموز على طول الدانوب. | ديسيبالوس |

في عام 88، تولى تيتياس ايوليانيس [الإنجليزية]، قيادة الجيش الروماني الآخر، تحت ولاية دوميتيان وضد شعب داقية، الذي هزم الرومان في الحرب الثانية في جبل تابي. ومنذ اندلاع الثورة الألمانية على طول نهر الراين، تطلب الأمر المزيد من القوات العسكرية في مويسيا، واضطر الرومان لدفع مبالغ مالية كبيرة كإتاوة لشعب داقية، لحفظ السلام في المنطقة.
واستمر الوضع المهين السابق حتى أصبح تراجان الإمبراطور في عام 98. وبدأ فورًا في الاستعداد للحروب التي قد تمتد لتشمل الإمبراطورية الرومانية إلى مداه الأقصى.

## الحروب ضد الإمبراطور تراجان

### الحرب الأولى (101-102)
هُزم ديسيبالوس على يد الرومان عندما داهموا داقية ابتداءً من 25 مارس 101 ميلادي، ومرة أخرى في تحصينات تابي. وبعد قبول شروط عملية السلام القاسية بما فيها من خسائر في المنطقة، استمر مثل «والي الملك»، تحت الحكم الروماني، والمعسكر المحلي الصغير.

### الحرب الثانية (105-106) - سقوط داقية
بعد مرور ثلاث سنوات، دمر ديسيبالوس المعسكر الروماني الصغير الموجود في داقية، واضطر الرومانيون مرة أخرى إلى إرسال تعزيزات، ولكن هذه المرة قرر تراجان بصورة حاسمة غزو داقية.
وبعد استمرار حصار عاصمة داقية، سارميزيجيتوسا ونشوب بعض المناوشات القليلة في المنطقة الكبرى، غزا الرومانيون داقية. في حين تمكن ديسيبالوس من الهرب مع عائلته.

### وفاة ديسيبالوس

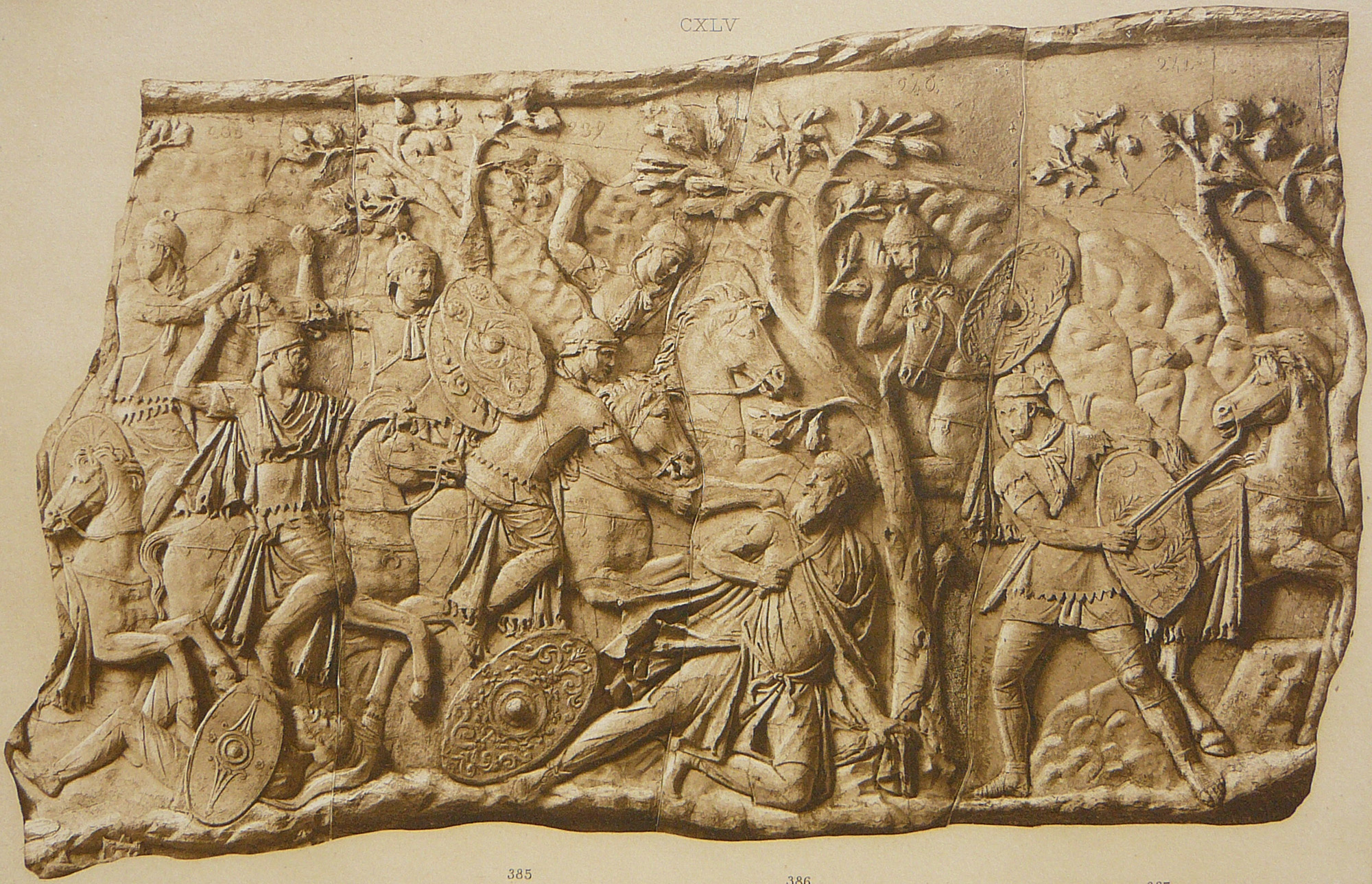
انتحار ديسيبالوس، من عمود تراجان

بعد أن تسبب في وقوع جيشه فريسة للرومان وهُزم، حيث سعوا إلى قتله، قرر ديسيبالوس الانتحار بدلاً من أسره وإهانته في روما بشق حنجرته، كما هو موضح في عمود تراجان (الشكل 22، لوحة ب).
ومع ذلك، فمن المرجح، في عملية وفاة ديسيبالوس، أنه أُسر على يد أحد أفراد الاستطلاع بسلاح الفرسان الروماني ويدعى تيبريوس كلاوديوس مكسيموس [الإنجليزية]، من ليجيو كلوديا السابع كما توضحه المسلة الجنائزية التي اكتُشفت في جراميني باليونان.
ومن ثم، أخذ «تراجان» رأسه، ويده اليمنى، إلى رانيستوريام [الإنجليزية]، (وهي قرية غير معروفة في داقية، وربما على سلسلة جبال بياترا كرايولوي) من كلاوديوس مكسيموس عندما كرمه الإمبراطور، وأرسل النصب التذكاري الخاص به إلى روما ووضع على درج جيمونيان.
وشيد تيبريوس كلاوديوس مكسيموس قبر ديسيبالوس في مناسبتين عندما كرم الفيلق لدوره في حروب شعب داسيا، وعندما استرد رأس ديسيبالوس.

## ميراث ديسيبالوس
يعتبر ديسيبالوس بطلاً قوميًا في رومانيا وقد صور في العديد من الأعمال الأدبية والأفلام، على سبيل المثال «داسي»، الذي أخرجه سيرجيو نيكاليسكو، والمنحوتات وغيرها.
وتم الاحتفاظ بأول صورة عرفت له في عمود تراجان، وهو العمود الحجري التذكاري، الذي اكتمل في عام 113.
يصور عمود تراجان، اللحظات المهمة لآخر حربين بين داقية والإمبراطورية الرومانية، في النقش البارز المنحوت.
وفي التسعينيات من القرن العشرين، شيد فريق من النحاتين تمثال ديسيبالوس، بطول 40 مترًا من بروز حجري بالقرب من مدينة أورشوفا، رومانيا.

## معرض الصور

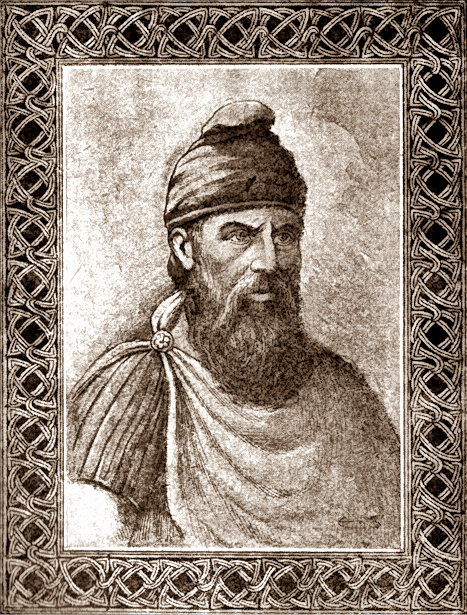
لوحة بورتريه
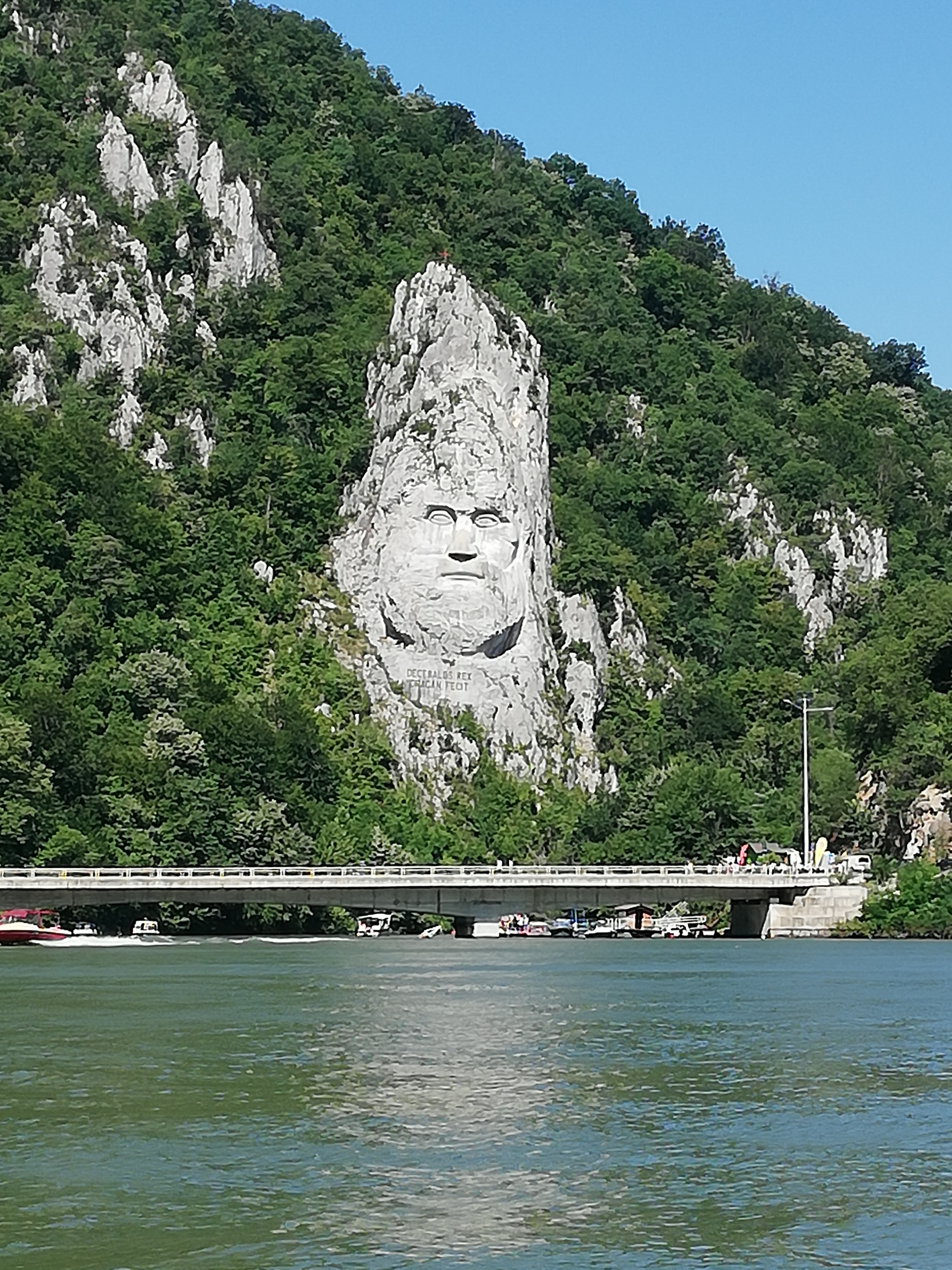
ديسيبالوس

## وصلات خارجية
- (بالرومانية) Decebalus.
- (بالرومانية) DECEBAL - www.gk.ro

- "Assorted Imperial Battle Descriptions", De Imperatoribus Romanis.
- Speidel, M. (1984), Roman Army Studies, pp. 173–187.